# 張澍棠
藝名張煒，前亞洲電視藝員。

## 背景
張煒早年就讀喇沙小學和嶺南中學。幼年受其父影響，立志投身電視圈，曾獲得參演佳藝電視武俠劇《鹿鼎記》的機會，但最終未能成行，及後轉至北美洲、倫敦及牛津留學八年，1984年8月底回港，投考亞洲電視藝員訓練班，與黎明、江華及張敏等人為同一批畢業生。畢業後曾擔任《亞洲早晨》、《下午茶》主持，參演《滿清十三皇朝》、《天堂夢》及《中國奇談》等數十部劇集，1990年代曾淡出電視圈，自資開創廣告製作公司，後又于2001年重返亞洲電視，參演數部劇集。
張煒現定居於上海，從事紅酒、茶葉買賣生意。開創茶葉批發公司“風流堂”，近年追求鑑賞佳茗、紫砂壺藝、國畫古董等中華文化，少有在港露面。
。

## 演出作品

### 電視劇（亞洲電視）
- 1986年：《時光倒流七十年》
- 1987年：《大銅鑼》
- 1987年：《滿清十三皇朝之康熙》 飾 十四阿哥胤禵
- 1987年：《成吉思汗》 飾 窩闊台
- 1987年：《中國奇談》
- 1988年：《滿清十三皇朝之雍正》 飾 十四阿哥胤禵
- 1988年：《滿清十三皇朝之乾隆》 飾 十四阿哥胤禵
- 1989年：《夜琉璃》
- 1989年：《天堂夢》 飾 金洛文
- 1989年：《上海風雲》
- 1989年：《皇家檔案之野狼》 飾 太子亨
- 2001年：《騷東坡》
- 2001年：《非常好警》
- 2002年：《親子情未了》 飾 樂哥
- 2002年：《搶槓夫妻》
- 2003年：《萬家燈火》 飾 太子榮
- 2003年：《暴風型警》
- 2004年：《子是故人來》 飾 Roger

### 電影
- 奸人本色（1988）第一男主角

## 外部連結
- 張煒在互联网电影资料库（IMDb）上的資料（英文）
- 張煒在香港影庫上的簡介